# Лауэрсе, Мирусия
Мирусия Лауэрсе (англ. Mirusia Louwerse), также известная как просто Мирусия (англ. Mirusia, родилась 29 марта 1985 года) — австралийская певица, сопрано. Выступает с нидерландским скрипачом и дирижёром Андре Рьё.

## Биография
Родилась в Брисбене в семье выходцев из Нидерландов. Училась в колледже Ормистон. Окончила в декабре 2006 года Квинслендскую консерваторию в Брисбене по классу оперного вокала. В 2006 году Мирусия стала самой юной в истории лауреаткой оперной премии имени дамы Джоан Сазерленд and went on to record a debut EP entitled She Walks in Beauty.
С 2007 года Лауэрсе выступает совместно с нидерландским скрипачом и дирижёром Андре Рьё. Тётя Мирусии, живущая в Нидерландах, связалась с Рьё и дала ему ссылку на сайт певицы, а спустя несколько дней он связался с девушкой, и та отправилась к нему на прослушивание. В апреле 2008 года Лауэрсе и Рьё выпустили альбом «Waltzing Matilda», который занял первое место в чарте ARIA Charts, получил статус платинового и занял 20-е место в списке самых продаваемых альбомов Австралии. Песня «Waltzing Matilda» вошла в альбом «World in Union: The Rugby World Cup 2011 (The Official Album)», выпущенный в канун чемпионата мира по регби 2011 года.

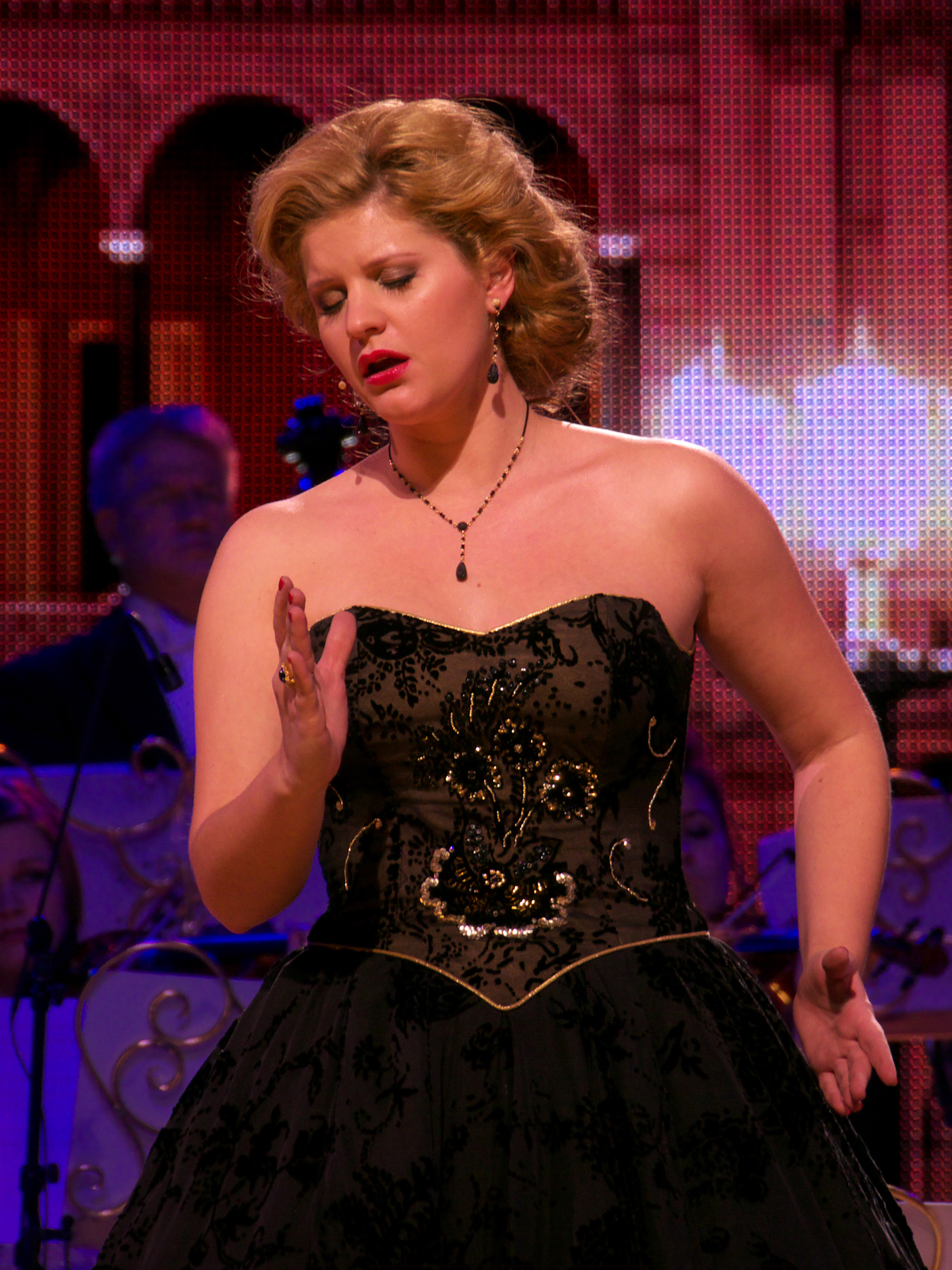
Лауэрсе в январе 2011 года

8 октября 2010 года вышел сольный альбом Always & Forever, занявший 17-е место в чарте ARIA Charts; в Нидерландах он вышел в декабре 2010 года. В марте 2011 года вышел DVD-диск Always & Forever, который держался в DVD-чарте ARIA на первом месте 4 недели. В 2012 году Лауэрсе получила премию ARIA No. 1 Chart Award, став первой из оперных исполнителей, которым присуждалась такая премия. В прессе Лауэрсе удостоилась прозвищ «Необычная поп-звезда» (англ. The Unconventional Pop Star) и «Ангел Австралии» (англ. The Angel of Australia).
В 2013 году Лауэрсе выступила с Рьё на концерте по случаю коронации короля Нидерландов Виллема-Александра. В том же году на концерте по случаю 100-летия со дня рождения Бенджамина Бриттена Мирусия выступила в Квинслендском центре исполнительных искусств вместе с Квинслендским молодёжным оркестром под управлением Джон Карро, исполнявшим War Requiem Бриттена. Также Лауэрсе дала серию концертов в Нидерландах в рамках тура My Second Home Tour: на DVD и CD было выпущено видео концертов Beautiful That Way.
В 2014 году Лауэре выступила с сольным туром My Favorite Things в Нидерландах и Австралии. В мае 2016 года выпустила альбом This Time Tomorrow: CD-диск со студийными записями и DVD-диск с концертом в Нидерландах. Оба диска попали в Топ-10 чартов Нидерландов и Австралии: CD-диск занял 1-е место в чарте ARIA Classical Crossover, DVD-диск — 4-е место в чарте ARIA Music DVD. В том же году организовала гастрольный тур This Time Tomorrow, дав около 40 концертов. В 2017 году совершила мировое турне From the Heart, дав первые концерты в Нидерландах в марте 2017 года и ещё около 40 концертов в разных странах мира. В 2018 году выступила в Нидерландах в рамках программы An Enchanted Evening.
В апреле 2019 года Мирусия сыграла главную роль в мюзикле Mimma — A musical of War and Friendship. В начале того же года выпустила ещё один альбом A Salute to The Seekers, который занял первое место в чарте ARIA Charts и оставался ещё три месяца в Топ-20 чартов жанров блюз и джаз. Вместе с участниками оригинального состава группы The Seekers (Этол Гай, Кейт Поджер, Брюс Вудли и Майкл Кристиано) она выступила в концертном зале Квинслендского центра исполнительских искусств, сиднейском City Recital Hall и мельбурнском Melbourne Recital Centre в конце 2019 года.
12 сентября 2021 года Мирусия в Голд-Косте исполнила гимн Австралии на матче Чемпионата регби между национальными сборными сборных ЮАР и Австралии.

## Благотворительность
Лауэрсе является послом фонда Australian Children’s Music Foundation (ACMF), который помогает детям, желающим заниматься музыкой. С 2010 года участвует в концертах, средства от которых идут в фонд ACMF. В 2013 году ею были собраны свыше 260 тысяч долларов для ACMF, Redland Foundation и Mater Children's Hospital, за что она была отмечена премией «Волонтёр года в Квинсленде». Также Лауэрсе является послом фонда Redland Foundation, который помогает её родному району Редланд-Сити, где она выросла и проживает поныне.

## Личная жизнь
В июле 2015 года Мирусия вышла замуж за своего давнего спутника жизни Юри Вистирка (англ. Youri Wystyrk). На свадьбе выступал Андре Рьё, который записал песню к свадьбе, а также снял специальное видео по случаю свадьбы. В декабре 2017 года родился первый ребёнок по имени Саша.

## Дискография

### Студийные альбомы
| Название                                             | Детали                                                                                      | Топовые позиции в чарте | Топовые позиции в чарте | Топовые позиции в чарте | Топовые позиции в чарте | Статус             |
| Название                                             | Детали                                                                                      | AUS                     | GER                     | NLD                     | NZ                      | Статус             |
| ---------------------------------------------------- | ------------------------------------------------------------------------------------------- | ----------------------- | ----------------------- | ----------------------- | ----------------------- | ------------------ |
| Waltzing Matilda (с Андре Рьё)                       | - Выход: апрель 2008 - Лейбл: Universal Music Australia (5307654) - Форматы: CD             | 1                       | —                       | —                       | 3                       | - ARIA: платиновый |
| Ich tanze mit dir in den Himmel hinein (с Андре Рьё) | - Выход: октябрь 2008 - Лейбл: Universal Music Germany (0602517874862) - Форматы: CD        | —                       | 50                      | —                       | —                       |                    |
| Always and Forever                                   | - Выход: октябрь 2010 - Лейбл: Universal Music Australia (5330693) - Форматы: CD, DD        | 17                      | —                       | 34                      | —                       |                    |
| Home                                                 | - Выход: июль 2012 - Лейбл: Mirusia Louwerse - Форматы: DD                                  | —                       | —                       | —                       | —                       |                    |
| My Favourite Things                                  | - Выход: ноябрь 2014 - Лейбл: Mirusia Louwerse - Форматы: DD                                | —                       | —                       | 17                      | —                       |                    |
| This Time Tomorrow                                   | - Выход: апрель 2016 - Лейбл: Fanfare Records (FANFARE233) - Форматы: CD, DD                | 23                      | —                       | —                       | —                       |                    |
| From the Heart                                       | - Выход: февраль 2017 - Лейбл: Timbre Records (8718456049161) - Форматы: CD, DD             | —                       | —                       | 32                      | —                       |                    |
| A Salute to The Seekers                              | - Выход: 25 January 2019 - Лейбл: Fanfare Records (FANFARE305) - Форматы: CD, DD, streaming | 27                      | —                       | —                       | —                       |                    |

### Концертные альбомы
| Название                            | Детали                                                                     | Топовые позиции в чарте | Топовые позиции в чарте |
| Название                            | Детали                                                                     | AUS                     | NLD                     |
| ----------------------------------- | -------------------------------------------------------------------------- | ----------------------- | ----------------------- |
| Beautiful That Way: Live in Holland | - Выход: январь 2013 - Лейбл: Timbre Records (2013MIR01) - Форматы: CD, DD | —                       | 96                      |
| Live in Concert                     | - Выход: 4 June 2021 - Лейбл: Sony Music - Форматы: CD+DVD, DD             | 57                      | —                       |

### EP
| Название            | Детали        |
| ------------------- | ------------- |
| She Walks in Beauty | - Выход: 2006 |